# 궁수자리 왜소 불규칙 은하
궁수자리 왜소 불규칙 은하(Sagittarius Dwarf Irregular Galaxy, SagDIG)는 국부 은하군에 속하는 궁수자리의 왜소 은하다. 지구에서 약 340만 광년 떨어진 거리에 있다. 수십년 뒤에 발견된 우리 은하의 위성 은하인 궁수자리 왜소 타원 은하(Sagittarius Dwarf Elliptical Galaxy, SagDEG)와는 다른 은하다.